# Synema plorator
Synema plorator es una especie de araña cangrejo del género Synema, familia Thomisidae, orden Araneae.

## Distribución
Esta especie se encuentra en Europa Oriental, Túnez, Oriente Medio, Cáucaso e Irán hasta Asia Central.

## Taxonomía
Fue descrita por O. Pickard-Cambridge en 1872.
Tratamiento taxonómico
La especie aparece registrada y publicada en General list of the spiders of Palestine and Syria, with descriptions of numerous new species, and characters of two new genera. Proceedings of the Zoological Society of London 40(1): 212–354, pl. 13–16.